# Попель Андрій В'ячеславович
Андрі́й В'ячесла́вович По́пель (6 жовтня 1971 — 29 серпня 2014) — солдат Збройних сил України, учасник російсько-української війни.

## Короткий життєпис
Народився 1971 року в місті Харків. Закінчив 9 класів ЗОШ № 69 в Холодногірському районі Харкова, в медучилищі здобув професію медбрата санітарно-медичної служби. Пройшов строкову службу в армії, працював, займався підприємництвом — виготовляв металічні вироби, створив родину.
З 19 липня 2014-го — доброволець, снайпер, 93-тя окрема механізована бригада. 28 серпня вийшов на зв'язок і попросив знайти його, щоб не сталося.
Загинув під Іловайськом під час прориву з оточення «зеленим коридором» поблизу села Новокатеринівка (Старобешівський район) — на перехресті доріг з села Побєда до Новокатеринівки поруч зі ставком. Загинув разом зі значною частиною бійців 93-ї механізованої бригади, які станом на грудень 2016-го не ідентифіковані.
Перебував у списках зниклих безвісти. Тіло Андрія знайдене пошуковою місією 11 вересня 2014-го. Перепохований 22 лютого 2015 року поряд зі своїм побратимом Ігорем Комаровим на кладовищі № 18 у Харкові.
Без Андрія лишилися батько, мама Тетяна Михайлівна, яка працює учителькою, дружина Ольга та син 2007 року народження.

## Нагороди та вшанування
За особисту мужність і героїзм, виявлені у захисті державного суверенітету та територіальної цілісності України, вірність військовій присязі під час російсько-української війни, відзначений  — нагороджений
- 17 липня 2015 року — орденом «За мужність» III ступеня (посмертно)[2]
- 3 листопада 2016 року в ЗОШ № 69 Харкова відкрито пам'ятну дошку випускникові Андрію Попелю
- Його портрет розміщений на меморіалі «Стіна пам'яті полеглих за Україну» у Києві: секція 3, ряд 8, місце 28
- Вшановується 29 серпня на щоденному ранковому церемоніалі вшанування українських захисників, які загинули цього дня у різні роки внаслідок російської збройної агресії[3]